# Espectroscopia de rayos X

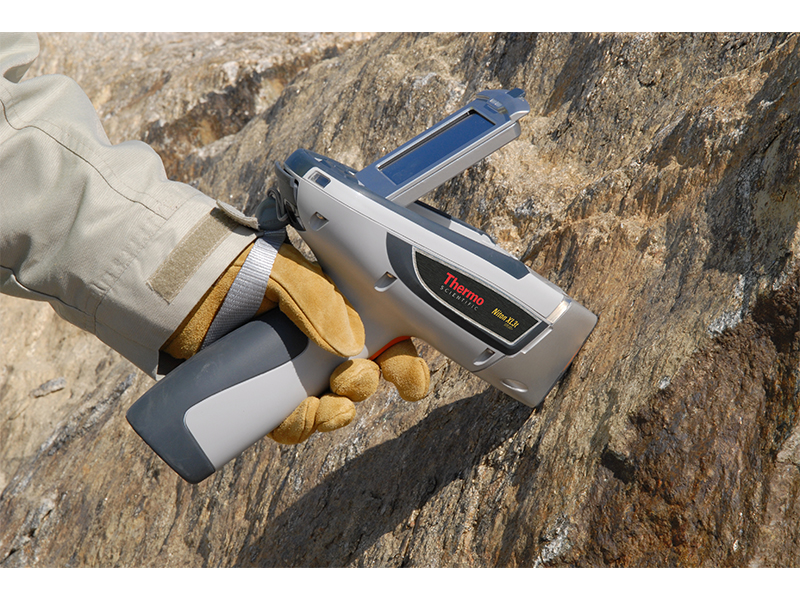
Análisis XRF de Niton

La espectroscopia de rayos X es un nombre genérico que abarca todas aquellas técnicas espectroscópicas utilizadas para determinar la estructura electrónica de los materiales mediante excitación por rayos X. La espectroscopia de rayos X tiene una amplia gama de aplicaciones, en especial en la determinación de estructuras cristalinas y muestras sólidas. 
Los rayos X son un tipo de radiación electromagnética con una energía muy superior a la radiación ultravioleta que permite su absorción por los electrones de core. Los rayos X son especialmente capaces de penetrar estructuras cristalinas: su longitud de onda, de un orden de magnitud igual al de las distancias interatómicas.

## Técnicas espectroscópicas de rayos X
La absorción, emisión, fluorescencia y dispersión de los rayos X se utilizan en muchas técnicas espectroscópicas que nos aportan información sobre la estructura y la composición de la materia: 
1. La fluorescencia de rayos X nos aporta información sobre la superficie de la muestra.
2. Emisión electrónica Auger.